# Kurt Vittinghoff
Kurt Vittinghoff (* 9. Januar 1928 in Mülheim an der Ruhr; † 15. August 2011 in Bad Kreuznach) war Gewerkschafter und Politiker der SPD und MdEP. 

## Leben
Nach seiner Kindheit im Westerwald besuchte Vittinghoff eine Handelsschule in Gießen. Aufgrund der Kriegsereignisse war er gezwungen, das Handwerk eines Bau- und Möbelschreiners zu erlernen.
Im Oktober 1950 zog er nach Bad Kreuznach und heiratete im Jahr darauf. Vittinghoff arbeitete in den Lederwerken Rohde, in der Weinkellerei Feick und dann bei HOMBAK Maschinen- und Anlagenbau. 
In der Firma Hombak GmbH wurde Vittinghoff 1959 in den Betriebsrat gewählt, womit seine Gewerkschafterlaufbahn begann. 1963 wurde er bei der IG Metall angestellt und war verantwortlich für die Fusion der Verwaltungsstellen Bad Kreuznach und Idar-Oberstein, ehe er 1964 Erster Bevollmächtigter der IG-Metall-Verwaltungsstelle Kreuznach wurde. 
Im Jahr 1965 trat Vittinghoff der SPD bei und wurde in den Kreistag gewählt. Er war rheinland-pfälzischer Landesvorsitzender der Arbeitsgemeinschaft für Arbeit in der SPD. Nach der Europawahl 1984 wurde er Mitglied des Europäischen Parlamentes für die SPD/SPE für zwei Legislaturperioden. 